# 황등역
 황등역(Hwangdeung station, 黃登驛)은 전북특별자치도 익산시 황등면 황등리에 위치한 호남선의 철도역이다. 한 때 여객, 화물 취급을 모두 중지한 무인역이었으나, 호남고속철도 건설공사로 인해 이웃 익산역의 구내가 장기간 축소되어 제 기능을 하지 못하게 됨에 따라 구내를 확장하여 조차장 및 화물 취급 기능 일부를 넘겨 받아 보통역으로 환원되었다.
구내에는 총 18개선이 있는 외에 검수 차고 등도 설치되어 있다.

## 역사
- 1912년 3월 6일 : 보통역으로 영업 개시[1]
- 1982년 5월 7일 : 역사 신축 착공
- 1982년 9월 4일 : 역사 신축 준공
- 1991년 1월 1일 : 소화물 취급 중지[2]
- 1997년 6월 1일 : 배치간이역으로 격하[3]
- 2004년 9월 1일 : 화물 취급 중지[4]
- 2004년 12월 10일 : 무배치간이역으로 격하[5]
- 2005년 8월 1일 : 역무원 철수
- 2008년 12월 1일 : 여객 취급 중지
- 2012년 9월 8일 : 보통역 승격 및 화물 취급 개시

## 기타
- 나훈아의 노래 "고향역"의 배경이 된 역으로 널리 알려져 있다. 이 곡의 작곡가 임종수가 중고등학교 시절 황등역에서 기차를 타고 통학하던 데에서 이 곡을 착상했기 때문이다.
- 1977년 이리역 폭발 사고 당시 이리역에 정차중이던 유조열차를 이 역으로 옮겼다.